# Кушанска империя
Кушанската империя (на санскрит: कुषाण राजवंश) е държава в Южна Азия, съществувала от началото на 1 век до края на 4 век.
Кушаните са един от петте клона на юеджи, номадски индоевропейски (може би тохарски или ирански) народ, преселил се от Таримския басейн в Бактрия.
Държавата им е основана около 30 година от Куджула Кадфиз в областта Бактрия, около река Амударя. Оттам тя се разпростира по долината на река Кабул, завоювайки големи части от Индия. Империята достига своя най-голям териториален обхват при управлението на будисткия владетел Канишка (127 – 151), чиито владения достигат от Турфан в Таримския басейн до Паталипутра в Гангската равнина.
През 3 век властта на владетелите отслабва и империята практически се разпада на множество полунезависими княжества, част от които са подчинени от Сасанидите. С възхода на индийската империя Гупта през 4 век част от княжествата са подчинени от нея, а последните от тях са унищожени от идващите от Средна Азия ефталити.